# Linnéstaden (stadsdelsnämndsområde)
Linnéstaden uttal (fil) var ett stadsdelsnämndsområde i Göteborgs kommun under åren 1989–2010, vilket den 1 januari 2011 gick upp i stadsdelsnämndsområdet Majorna-Linné.
Linnéstadens stadsdelsnämndsområde omfattade primärområdena 105 Masthugget, 106 Änggården, 107 Haga, 108 Annedal och 109 Olivedal.
Nyckeltalen redovisar statistik som beskriver Göteborg och dess 96 delområden, primärområden, per den 31 december och kan användas för att jämföra de olika områdena. Nedan redovisas uppgifter för primärområdet och jämförelse görs mot uppgifterna för hela kommunen.
|                                     | Linnéstaden | Hela Göteborg |
| ----------------------------------- | ----------- | ------------- |
| Folkmängd                           | 31 328      | 500 181       |
| Andel födda i utlandet              | 13,1 %      | 21,4 %        |
| Medelinkomst                        | 263 400 kr  | 235 100 kr    |
| Andel familjer med försörjningsstöd | 3,0 %       | 6,3 %         |
| Arbetslöshet                        | 2,5 %       | 3,0 %         |
| Andel bostäder byggda 1971–1980     | 25,9 %      |               |
| Andel bostäder i allmännyttan       | 13,4 %      | 27,7 %        |

| Befolkningsutvecklingen i stadsdelsnämndsområdet 1990–2008 | Befolkningsutvecklingen i stadsdelsnämndsområdet 1990–2008 | Befolkningsutvecklingen i stadsdelsnämndsområdet 1990–2008 | Befolkningsutvecklingen i stadsdelsnämndsområdet 1990–2008 | Befolkningsutvecklingen i stadsdelsnämndsområdet 1990–2008 |
| ---------------------------------------------------------- | ---------------------------------------------------------- | ---------------------------------------------------------- | ---------------------------------------------------------- | ---------------------------------------------------------- |
|                                                            |                                                            |                                                            |                                                            |                                                            |
| År                                                         |                                                            |                                                            | Invånare                                                   |                                                            |
| 1990                                                       | 1990                                                       |                                                            | 27 660                                                     | 27 660                                                     |
| 1995                                                       | 1995                                                       |                                                            | 29 701                                                     | 29 701                                                     |
| 2000                                                       | 2000                                                       |                                                            | 30 725                                                     | 30 725                                                     |
| 2005                                                       | 2005                                                       |                                                            | 31 243                                                     | 31 243                                                     |
| 2006                                                       | 2006                                                       |                                                            | 31 261                                                     | 31 261                                                     |
| 2007                                                       | 2007                                                       |                                                            | 31 277                                                     | 31 277                                                     |
| 2008                                                       | 2008                                                       |                                                            | 31 328                                                     | 31 328                                                     |
| Källa: Statistisk Årsbok Göteborg 2010                     |                                                            |                                                            |                                                            |                                                            |